# 2020년 7월 죽음
다음은 2020년 7월에 사망한 저명한 인물 목록이다.
- 7월 1일
  - 대한민국의 정치인 황명수
  - 독일의 음악가 게오르크 라칭거
- 7월 2일
  - 대한민국의 영화감독 윤삼륙
  - 중국의 바둑기사 판윈뤄
  - 우크라이나의 작곡가 니콜라이 카푸스틴
- 7월 3일 - 영국의 영화배우 얼 캐머런
- 7월 4일 - 미국의 영화배우 브랜디스 켐프
- 7월 5일
  - 캐나다의 영화배우 오버트 팰러쉬오
  - 캐나다의 뮤지컬배우 닉 코더로
- 7월 6일
  - 이탈리아의 작곡가 엔니오 모리코네
  - 미국의 가수 찰리 대니얼스
  - 미국의 수학자 로널드 그레이엄
- 7월 8일
  - 대한민국의 수학자 안재구
  - 대한민국의 대통령 박정희의 딸 박재옥
  - 대한민국의 인터넷 방송인 진엘론머스크
  - 미국의 영화배우 나야 리베라
  - 미국의 바이러스학자 플로시 웡스탈
  - 코트디부아르의 정치인 아마두 공 쿨리발리
- 7월 9일 - 대한민국의 서울특별시장 박원순
- 7월 10일
  - 대한민국의 군인 백선엽
  - 잉글랜드의 축구감독 잭 찰턴
- 7월 11일 - 잉글랜드의 신학자 니콜라스 라쉬
- 7월 12일
  - 대한민국의 의학자 권이혁
  - 미국의 영화배우 켈리 프레스턴
- 7월 13일
  - 대한민국의 연출가 박철
  - 미국의 전자공학자 그랜트 이마하라
  - 남아프리카 공화국의 외교관 진지 만델라
- 7월 15일
  - 영국의 영화배우 모리스 로이브스
  - 니우에의 정치인 토케 탈라기
- 7월 16일 - 미국의 영화배우 필리스 소머빌
- 7월 17일
  - 프랑스의 가수 지지 장메르
  - 영국의 신학자 제임스 패커
  - 미국의 정치인 존 루이스
- 7월 18일
  - 대한민국의 정치인 김호수
  - 일본의 영화배우 미우라 하루마
  - 오스트레일리아의 피겨스케이팅선수 예카테리나 알렉산드롭스카야
- 7월 19일 - 스페인의 소설가 후안 마르세
- 7월 20일 - 덴마크의 정치인 로네 뒤브키에르
- 7월 21일
  - 대한민국의 기업인 송금조
  - 미국의 영화배우 애니 로스
  - 일본의 패션디자이너 야마모토 칸사이
- 7월 22일
  - 대한민국의 정치인 예춘호
  - 대한민국의 지방의회의원 박정옥
- 7월 23일 - 탄자니아의 제3대 대통령 벤자민 음카파
- 7월 24일 - 미국의 방송인 리지스 필빈
- 7월 25일
  - 대한민국의 음악가 조형곤
  - 잉글랜드의 음악가 피터 그린
  - 미국의 영화배우 존 색슨
- 7월 26일 - 일본의 영화배우 올리비아 드 하빌랜드
- 7월 28일 - 소련의 육상선수 알렉산드르 악시닌
- 7월 29일 - 대한민국의 통일운동가 김낙중
- 7월 30일
  - 중화민국의 정치인 리덩후이
  - 미국의 정치인 허먼 케인
- 7월 31일
  - 대한민국의 배구선수 고유민
  - 잉글랜드의 영화감독 앨런 파커
  - 카메룬의 축구선수 스테팡 타타우